# Rubén Galván
Rubén Galván (Comandante Fontana, Formosa; 7 de abril de 1952-Avellaneda, Buenos Aires; 14 de marzo de 2018) fue un futbolista argentino que jugaba de mediocampista. Fue internacional con la Selección de fútbol de Argentina y ganó la Copa Mundial de la FIFA 1978.
Además, fue jugador del C. A. Independiente, donde jugó casi una década. Ganó tres ligas, cuatro Copas Libertadores de América (1972, 1973, 1974 y 1975) y una Copa Intercontinental (1973).

## Trayectoria
Jugaba de mediocampista y su primer club fue Independiente de Avellaneda, donde debutó un 5 de septiembre de 1971 por la 32da fecha del Torneo Metropolitano de ese año, ingresando a los 10 minutos del segundo tiempo en lugar de Antonio Roberto Moreyra en el encuentro que Independiente empató como visitante por 1-1 ante River Plate.
Jugó casi toda su carrera en el "Rojo" y fue parte del equipo de Independiente que ganó 4 veces consecutivas la Copa Libertadores, entre 1972 y 1975. También integró el plantel que ganó los Campeonatos Nacionales de 1977 y 1978. En total disputó 277 partidos y convirtió 16 goles entre 1971 y 1980.
Es uno de los futbolistas más condecorados en la historia del fútbol argentino, con una Copa del Mundo, 4 Copas Libertadores, una Intercontinental, 3 Interamericanas y dos Campeonatos Nacionales en su haber.
En la 5.ª fecha del Torneo Metropolitano de 1975, Independiente enfrentaba a Ferro en Caballito. En una fuerte jugada Galván trabó una pelota con Roberto César Franco, marcador lateral del "verdolaga" y cayó al suelo con visibles muestras de dolor, siendo retirado del campo de juego por los auxiliares. El Dr. Fernández Schnorr, tras aplicarle el spray analgésico, aconsejó el cambio. El técnico Miguel Ignnomiriello le preguntó a Galván si podría continuar hasta el entretiempo, a lo que el jugador le respondió que sí. En el vestuario lo infiltraron con 4 ampollas de lidocaína y salió a disputar el segundo tiempo rengueando. A los 10 minutos fue reemplazado por Pedro Magallanes y lo trasladaron al Hospital Argerich, donde las placas radiográficas señalaron una fractura de peroné. Galván había jugado casi 50 minutos con su pierna fracturada.
En 1980 tuvo un breve paso por Estudiantes de La Plata.
En 1981 optó por jugar en Deportivo Morón junto a quien fuera su compañero en Independiente, Alejandro Semenewicz. En 1982, defendiendo la camiseta de All Boys, puso fin a su carrera deportiva en la Argentina.

## Selección

### Participaciones en Copas del Mundo
| Mundial                      | Sede      | Resultado | Partidos | Goles |
| ---------------------------- | --------- | --------- | -------- | ----- |
| Copa Mundial de la FIFA 1978 | Argentina | Campeón   |          |       |

## Muerte
Galván tuvo un ataque de hepatitis que requirió un trasplante de hígado en 2007 y padecía de cirrosis, lo que le provocó la muerte el 14 de marzo de 2018 en el Hospital Fiorito.
El 12 de noviembre de 2016, en La Botica del Ángel –reducto cultural legado por Eduardo Bergara Leumann- recibió una distinción a la trayectoria por parte del Centro de Estudios y Difusión de la Cultura Popular Argentina (CEDICUPO) de manos del presidente de dicho organismo, José Valle.

## Clubes
| Clubes                  | País      | Período   |
| ----------------------- | --------- | --------- |
| C. A. Independiente     | Argentina | 1971-1980 |
| Estudiantes de La Plata | Argentina | 1980      |
| Deportivo Morón         | Argentina | 1981      |
| All Boys                | Argentina | 1982      |

## Palmarés

### Campeonatos nacionales
| Título           | Club                | Sede       | Año    |
| ---------------- | ------------------- | ---------- | ------ |
| Primera División | C. A. Independiente | Avellaneda | M-1971 |
| Primera División | C. A. Independiente | Córdoba    | N-1977 |
| Primera División | C. A. Independiente | Avellaneda | N-1978 |

### Torneos internacionales
| Título                  | Club (*)                         | Sede         | Año  |
| ----------------------- | -------------------------------- | ------------ | ---- |
| Copa Libertadores       | C. A. Independiente              | Avellaneda   | 1972 |
| Copa Libertadores       | C. A. Independiente              | Montevideo   | 1973 |
| Copa Interamericana     | C. A. Independiente              | Avellaneda   | 1973 |
| Copa Intercontinental   | C. A. Independiente              | Roma         | 1973 |
| Copa Libertadores       | C. A. Independiente              | Santiago     | 1974 |
| Copa Interamericana     | C. A. Independiente              | Guatemala    | 1974 |
| Copa Libertadores       | C. A. Independiente              | Asunción     | 1975 |
| Copa Interamericana     | C. A. Independiente              | Caracas      | 1976 |
| Copa Mundial de la FIFA | Selección de fútbol de Argentina | Buenos Aires | 1978 |